# Евсюки
Евсюки́ — деревня в Исилькульском районе Омской области. Входит в состав Новорождественского сельского поселения.

## История
Основана в 1909 году. В 1928 году хутор Евсюково состоял из 53 хозяйства, основное население — украинцы. В административном отношении являлся центром Евсюковского сельсовета Исилькульского района Омского округа Сибирского края.

## Население
| 1926 | 2002 | 2010 |
| ---- | ---- | ---- |
| 276  | ↗324 | ↘247 |

## Улицы
- ул. Лесная,
- ул. Сибирская,
- ул. Центральная.